# Acépsimas
Acépsimas de Hnaita (f. 10 de octubre de 376) fue un obispo, mártir y santo.

## Biografía
Fue el obispo de Hnaita, con residencia en Paka en el oeste de Persia. Él junto a sus compañeros, incluyendo José de Bet-Katoba, que por aquel entonces tenía 70 años de edad, y Aitillaha de Bet-Nuhadra, que tenía 66, cuando fueron detenidos por Sapor II por negarse a adorar al sol. Fueron llevados a Arbela, donde fueron encarcelados.
Acepsimas soportó tres años de prisión de torturas antes de ser atormentado y azotado hasta su muerte el 10 de octubre de 376. José fue llevado a Hdajab donde fue torturado hasta que fue apedreado hasta la muerte por apóstata en Tabaha el viernes a partir de Pentecostés, 377. Aithalla fue apedreado hasta la muerte en Destegerd el 3 de noviembre de 377. Eran los últimos mártires de la persecución cristiana de Sapor II. El libro de sus actos ha sobrevivido a la persecución.